# Euroformula Open 2023
L'Euroformula Open 2023 è la decima edizione del campionato Euroformula Open. La stagione è iniziata il 29 aprile sul Circuito di Portimão e si è concluderà il 22 ottobre a Barcellona. La serie utilizza vetture di Formula 3 prodotte da Dallara con 2 possibili motorizzazioni, con prestazioni e curva di potenza eguagliate (Balance of Performance), prodotti dalla Mercedes-Benz e Volkswagen.

## Calendario
Un calendario provvisorio di otto round è stato annunciato al penultimo round del campionato 2022, il 22 settembre 2022. Il 5 maggio venne cancellato l'evento del Gran Premio di Pau per questioni organizzative, il campionato passa da 8 a 7 round per un totale di venti corse.
| Round | Round | Circuito                                     | Data                   |
| ----- | ----- | -------------------------------------------- | ---------------------- |
| 1     | G1    | Algarve International Circuit, Portimão      | 29 aprile              |
| 1     | G2    | Algarve International Circuit, Portimão      | 30 aprile              |
| 1     | G3    | Algarve International Circuit, Portimão      | 30 aprile              |
| 2     | G1    | Circuit de Spa-Francorchamps, Stavelot       | 27–28 maggio           |
| 2     | G2    | Circuit de Spa-Francorchamps, Stavelot       | 27–28 maggio           |
| 2     | G3    | Circuit de Spa-Francorchamps, Stavelot       | 27–28 maggio           |
| 3     | G1    | Hungaroring, Mogyoród                        | 17–18 giugno           |
| 3     | G2    | Hungaroring, Mogyoród                        | 17–18 giugno           |
| 3     | G3    | Hungaroring, Mogyoród                        | 17–18 giugno           |
| 4     | G1    | Circuito Paul Ricard, Le Castellet           | 22–23 luglio           |
| 4     | G2    | Circuito Paul Ricard, Le Castellet           | 22–23 luglio           |
| 4     | G3    | Circuito Paul Ricard, Le Castellet           | 22–23 luglio           |
| 5     | G1    | Red Bull Ring, Spielberg                     | 9–10 settembre         |
| 5     | G2    | Red Bull Ring, Spielberg                     | 9–10 settembre         |
| 5     | G3    | Red Bull Ring, Spielberg                     | 9–10 settembre         |
| 6     | G1    | Autodromo di Monza, Monza                    | 23–24 settembre        |
| 6     | G2    | Autodromo di Monza, Monza                    | 23–24 settembre        |
| 6     | G3    | Autodromo di Monza, Monza                    | 23–24 settembre        |
| 7     | G1    | Autodromo del Mugello, Scarperia e San Piero | 30 settembre-1 ottobre |
| 7     | G2    | Autodromo del Mugello, Scarperia e San Piero | 30 settembre-1 ottobre |
| 8     | G1    | Circuito di Catalogna, Montmeló              | 21–22 ottobre          |
| 8     | G2    | Circuito di Catalogna, Montmeló              | 21–22 ottobre          |
| 8     | G3    | Circuito di Catalogna, Montmeló              | 21–22 ottobre          |

## Team e Piloti
A inizio stagione viene scelto Hankook come fornitore di pneumatici, ma dopo un solo round il fornitore sudcoreano viene sostituito da marchio Pirelli. Per i piloti di età superiore a 35 anni è stata istituita la Gold Cup, che ad ogni gara assegna un trofeo al miglior pilota della categoria ma che non costituisce una classifica a margine.
| Team               | Motore        | N.  | Pilota              | Stato | Round       |
| ------------------ | ------------- | --- | ------------------- | ----- | ----------- |
| Effective Racing   | Mercedes-Benz | 7   | Vladimír Netušil    | G     | 1–3, 5–6, 8 |
| Noda Racing        | Volkswagen    | 10  | Juju Noda           | R     | 1-5         |
| CryptoTower Racing | Volkswagen    | 5   | Charlie Wurz        |       | 5-8         |
| CryptoTower Racing | Volkswagen    | 6   | Vladislav Ryabov    | R     | 4           |
| CryptoTower Racing | Volkswagen    | 15  | Enzo Trulli         |       | 1, 8        |
| CryptoTower Racing | Volkswagen    | 20  | Benjámin Berta      |       | 3           |
| CryptoTower Racing | Volkswagen    | 21  | Josh Mason          |       | 2-3         |
| CryptoTower Racing | Volkswagen    | 39  | Gerrard Xie         | R     | 2           |
| CryptoTower Racing | Volkswagen    | 69  | Joshua Dufek        |       | 5-7         |
| CryptoTower Racing | Volkswagen    | 77  | Tim Tramnitz        |       | 1           |
| CryptoTower Racing | Volkswagen    | 99  | Attila Pénzes       |       | 4           |
| Team Motopark      | Volkswagen    | 11  | Levente Révész      |       | 6-8         |
| Team Motopark      | Volkswagen    | 19  | Noel León           |       | Tutti       |
| Team Motopark      | Volkswagen    | 23  | Bryce Aron          |       | Tutti       |
| Team Motopark      | Volkswagen    | 26  | Jakob Bergmeister   | R     | 1-5, 8      |
| Team Motopark      | Volkswagen    | 73  | Cian Shields        |       | Tutti       |
| BVM Racing         | Volkswagen    | 84  | Francesco Simonazzi |       | Tutti       |
| NV Racing          | Volkswagen    | 212 | Paolo Brajnik       | G     | 1-3, 5, 7   |

## Risultati
| Round | Round | Circuit0          | Pole position       | Giro Veloce         | Vincitore pilota        | Vincitore team          | Vincitore Rookie  |
| ----- | ----- | ----------------- | ------------------- | ------------------- | ----------------------- | ----------------------- | ----------------- |
| 1     | G1    | Algarve           | Enzo Trulli         | Tim Tramnitz        | Enzo Trulli             | CryptoTower Racing Team | Juju Noda         |
| 1     | G2    | Algarve           |                     | Noel León           | Francesco Simonazzi     | BVM Racing              | Jakob Bergmeister |
| 1     | G3    | Algarve           | Tim Tramnitz        | Noel León           | Team Motopark           | Jakob Bergmeister       |                   |
| 2     | G1    | Spa-Francorchamps | Noel León           | Noel León           | Noel León               | Team Motopark           | Juju Noda         |
| 2     | G2    | Spa-Francorchamps |                     | Noel León           | Bryce Aron              | Team Motopark           | Jakob Bergmeister |
| 2     | G3    | Spa-Francorchamps | Noel León           | Cian Shields        | Team Motopark           | Juju Noda               |                   |
| 3     | G1    | Hungaroring       | Noel León           | Noel León           | Noel León               | Team Motopark           | Juju Noda         |
| 3     | G2    | Hungaroring       |                     | Bryce Aron          | Bryce Aron              | Team Motopark           | Juju Noda         |
| 3     | G3    | Hungaroring       | Noel León           | Josh Mason          | CryptoTower Racing Team | Jakob Bergmeister       |                   |
| 4     | G1    | Paul Ricard       | Noel León           | Juju Noda           | Juju Noda               | Noda Racing             | Juju Noda         |
| 4     | G2    | Paul Ricard       |                     | Cian Shields        | Bryce Aron              | Team Motopark           | Juju Noda         |
| 4     | G3    | Paul Ricard       | Cian Shields        | Cian Shields        | Team Motopark           | Juju Noda               |                   |
| 5     | G1    | Red Bull Ring     | Noel León           | Noel León           | Noel León               | Team Motopark           | Jakob Bergmeister |
| 5     | G2    | Red Bull Ring     |                     | Noel León           | Noel León               | Team Motopark           | Jakob Bergmeister |
| 5     | G3    | Red Bull Ring     | Noel León           | Noel León           | Team Motopark           | Jakob Bergmeister       |                   |
| 6     | G1    | Monza             | Noel León           | Noel León           | Noel León               | Team Motopark           | Non assegnato     |
| 6     | G2    | Monza             |                     | Francesco Simonazzi | Charlie Wurz            | CryptoTower Racing Team | Non assegnato     |
| 6     | G3    | Monza             | Francesco Simonazzi | Joshua Dufek        | CryptoTower Racing Team |                         | Non assegnato     |
| 7     | G1    | Mugello           | Charlie Wurz        | Noel León           | Noel León               | Team Motopark           | Non assegnato     |
| 7     | G2    | Mugello           |                     | Cian Shields        | Cian Shields            | Team Motopark           | Non assegnato     |
| 8     | G1    | Catalogna         | Enzo Trulli         | Charlie Wurz        | Enzo Trulli             | CryptoTower Racing Team | Jakob Bergmeister |
| 8     | G2    | Catalogna         |                     | Charlie Wurz        | Levente Révész          | Team Motopark           | Jakob Bergmeister |
| 8     | G3    | Catalogna         |                     | Charlie Wurz        | Francesco Simonazzi     | BVM Racing              | Jakob Bergmeister |

## Classifiche

### Classifica Piloti
- I punti sono stati assegnati come segue:

| 1  | 2  | 3  | 4  | 5  | 6 | 7 | 8 | 9 | 10 | PP | GV | PG |
| -- | -- | -- | -- | -- | - | - | - | - | -- | -- | -- | -- |
| 25 | 18 | 15 | 12 | 10 | 8 | 6 | 4 | 2 | 1  | 1  | 1  | 2* |

I tre peggiori punteggi di ogni pilota vengono eliminati.
| Pos | Piloti              | PRT | PRT | PRT | SPA | SPA | SPA | HUN | HUN | HUN | LEC | LEC | LEC | RBR | RBR | RBR | MNZ | MNZ | MNZ | MUG | MUG | CAT | CAT | CAT | Punti |
| --- | ------------------- | --- | --- | --- | --- | --- | --- | --- | --- | --- | --- | --- | --- | --- | --- | --- | --- | --- | --- | --- | --- | --- | --- | --- | ----- |
| 1   | Noel León           | 3*  | 5   | 1   | 1   | 2*  | 3   | 1   | 4   | 3*  | Rit | 7   | 2*  | 1   | 1*  | 2*  | 1   | Rit | 2   | 1*  | 3*  | Rit | 4   | 3   | 394   |
| 2   | Cian Shields        | 6   | 9   | 5   | 2   | 4   | 1*  | 2   | 8   | 6   | 4   | 2   | 1   | 2   | 5   | 1   | 6   | 4†  | Rit | 4   | 1   | 3   | 3   | 6   | 307   |
| 3   | Francesco Simonazzi | 4   | 1   | 3   | 5   | 3   | 2   | 4   | 5   | 5   | Rit | 3*  | 5   | 4*  | 2   | 5   | 4*  | 5   | 4   | 2   | 5   | 4   | 5   | 1   | 289   |
| 4   | Bryce Aron          | 5   | 4   | 4   | 3*  | 1   | 5   | 6   | 1   | 4   | 3   | 1   | 4   | 6   | 6   | 6   | 7   | Rit | 5   | 5   | 8   | WD  | WD  | WD  | 238   |
| 5   | Jakob Bergmeister   | DNS | 6   | 6   | 7   | 6   | Rit | 8   | 7   | 2   | 2*  | 5   | 6   | 7   | 7   | 7   |     |     |     |     |     | 6   | 7   | 2   | 148   |
| 6   | Charlie Wurz        |     |     |     |     |     |     |     |     |     |     |     |     | 5   | 3   | 4   | 3   | 1*  | Rit | Rit | 6   | 2   | 2*  | 5   | 139   |
| 7   | Joshua Dufek        |     |     |     |     |     |     |     |     |     |     |     |     | 3   | 4   | 3   | 2   | 2   | 1*  | 3   | 2   |     |     |     | 138   |
| 8   | Juju Noda           | 7   | 7   | 7   | 6   | 7   | 6   | 5   | 3   | 9   | 1   | 4   | 3   | WD  | WD  | WD  |     |     |     |     |     |     |     |     | 118   |
| 9   | Levente Révész      |     |     |     |     |     |     |     |     |     |     |     |     |     |     |     | 5   | 3   | 3   | 6   | 4   | 5*  | 1   | 7   | 103   |
| 10  | Enzo Trulli         | 1   | 2*  | 8   |     |     |     |     |     |     |     |     |     |     |     |     |     |     |     |     |     | 1   | 6   | 4*  | 98    |
| 11  | Josh Mason          |     |     |     | 4   | 5   | 4   | 3*  | 2*  | 1   |     |     |     |     |     |     |     |     |     |     |     |     |     |     | 96    |
| 12  | Tim Tramnitz        | 2   | 3   | 2*  |     |     |     |     |     |     |     |     |     |     |     |     |     |     |     |     |     |     |     |     | 55    |
| 13  | Vladimír Netušil    | DNS | 8   | 10  | 10  | 10  | 7   | 9   | 9   | 8   |     |     |     | 9   | 8   | 9   | WD  | WD  | WD  |     |     | Rit | WD  | WD  | 29    |
| 14  | Paolo Brajnik       | Rit | DNS | 9   | 9   | 9   | Rit | Rit | DNS | DNS |     |     |     | 8   | Rit | 8   |     |     |     | 7   | 7   |     |     |     | 26    |
| 15  | Vladislav Ryabov    |     |     |     |     |     |     |     |     |     | 5   | 6   | 7   |     |     |     |     |     |     |     |     |     |     |     | 24    |
| 16  | Benjámin Berta      |     |     |     |     |     |     | 7   | 6   | 7   |     |     |     |     |     |     |     |     |     |     |     |     |     |     | 20    |
| 17  | Attila Pénzes       |     |     |     |     |     |     |     |     |     | 6   | 8   | 8   |     |     |     |     |     |     |     |     |     |     |     | 16    |
| 18  | Gerrard Xie         |     |     |     | 8   | 8   | Rit |     |     |     |     |     |     |     |     |     |     |     |     |     |     |     |     |     | 8     |
| Pos | Piloti              | PRT | PRT | PRT | SPA | SPA | SPA | HUN | HUN | HUN | LEC | LEC | LEC | RBR | RBR | RBR | MNZ | MNZ | MNZ | MUG | MUG | CAT | CAT | CAT | Punti |

* – Indica i piloti che hanno guadagnato il maggior numero di posizioni.
† – Indica i piloti ritirati ma ugualmente classificati avendo coperto, come previsto dal regolamento, almeno il 90% della distanza di gara.

### Classifica Rookie
| 1  | 2 | 3 | 4 | 5 |
| -- | - | - | - | - |
| 10 | 8 | 6 | 4 | 3 |

| Pos | Piloti            | PRT | PRT | PRT | SPA | SPA | SPA | HUN | HUN | HUN | LEC | LEC | LEC | RBR | RBR | RBR | MNZ | MNZ | MNZ | MUG | MUG | CAT | CAT | CAT | Punti |
| --- | ----------------- | --- | --- | --- | --- | --- | --- | --- | --- | --- | --- | --- | --- | --- | --- | --- | --- | --- | --- | --- | --- | --- | --- | --- | ----- |
| 1   | Jakob Bergmeister | DNS | 1   | 1   | 2   | 1   | Rit | 2   | 2   | 1   | 2   | 2   | 2   | 1   | 1   | 1   |     |     |     |     |     | 1   | 1   | 1   | 150   |
| 2   | Juju Noda         | 1   | 2   | 2   | 1   | 2   | 1   | 1   | 1   | 2   | 1   | 1   | 1   | WD  | WD  | WD  |     |     |     |     |     |     |     |     | 110   |
| 3   | Vladislav Ryabov  |     |     |     |     |     |     |     |     |     | 3   | 3   | 3   |     |     |     |     |     |     |     |     |     |     |     | 18    |
| 4   | Gerrard Xie       |     |     |     | 3   | 3   | Rit |     |     |     |     |     |     |     |     |     |     |     |     |     |     |     |     |     | 12    |
| Pos | Piloti            | PRT | PRT | PRT | SPA | SPA | SPA | HUN | HUN | HUN | LEC | LEC | LEC | RBR | RBR | RBR | MNZ | MNZ | MNZ | MUG | MUG | CAT | CAT | CAT | Punti |

### Classifica Team
I punti sono stati assegnati come segue:
| 1  | 2 | 3 | 4 | 5 |
| -- | - | - | - | - |
| 10 | 8 | 6 | 4 | 3 |

| Pos | Piloti                  | Punti |
| --- | ----------------------- | ----- |
| 1   | Team Motopark           | 325   |
| 2   | CryptoTower Racing Team | 201   |
| 3   | BVM Racing              | 110   |
| 4   | Noda Racing             | 29    |
| 5   | Effective Racing        | 0     |
| 6   | NV Racing               | 0     |
| Pos | Piloti                  | Punti |